# Podochilinae
De Podochilinae vormen een subtribus van de Podochileae, een tribus van de orchideeënfamilie (Orchidaceae).
De naam is afgeleid van het geslacht Podochilus.
De subtribus omvat zes geslachten met ongeveer 220 soorten epifytische of terrestrische orchideeën met slanke, grasachtige stengels, zelden met pseudobulben, uit tropische streken van Azië en Australazië.

## Taxonomie
De taxonomie van deze groep is vastgelegd door Dressler in 1993 en omvatte toen reeds de volgende zes geslachten:
- Geslachten:
  - Appendicula
  - Chilopogon
  - Chitonochilus
  - Cyphochilus
  - Poaephyllum
  - Podochilus